# Néstor Rossi
Néstor Rossi (Buenos Aires, 10 de maio de 1925 - 13 de junho de 2007) foi um futebolista argentino que competiu na Copa do Mundo FIFA de 1958.

## Títulos

### Como jogador
River Plate
- {Campeonato Argentino: 1945, 1947, 1955, 1956 e 1957

Millonarios
- Campeonato Colombiano: 1949, 1951, 1952 e 1953
- Copa Colômbia: 1953

Boca Juniors
- Campeonato Argentino: 1965

Seleção Argentina
- Copa América: 1947 e 1957